# Anson Rainey
Anson Frank Rainey (11. ledna 1930 Dallas – 19. února 2011 Tel HaShomer) byl americko-izraelský lingvista, znalec starověkých semitských jazyků.
Zasloužil se zejména o výzkum Amarnských dopisů.